# Sempervivum ermanicum
Sempervivum ermanicum är en fetbladsväxtart som beskrevs av Gurgenidze. Sempervivum ermanicum ingår i släktet taklökar, och familjen fetbladsväxter. Inga underarter finns listade i Catalogue of Life.